# 米什里
米什里（法語：Michery，法語發音：[miʃʁi]）是法国勃艮第-弗朗什-孔泰大区约讷省的一个市镇，属于桑斯区。

## 地理
米什里（48°18'34"N, 3°14'5"E）面积17.05 平方千米，位于法国勃艮第-弗朗什-孔泰大區约讷省，该省份为法国中北部内陆省份，西接卢瓦雷省，西北接塞纳-马恩省，南至涅夫勒省，东临科多尔省，东北与奥布省接壤。
与米什里接壤的市镇（或旧市镇、城区）包括：日西莱诺布勒、奥勒斯河畔拉沙佩勒、普莱西圣让、约讷河桥村、塞尔博讷、塞日讷、维勒马诺什。
米什里的时区为UTC+01:00、UTC+02:00（夏令时）。

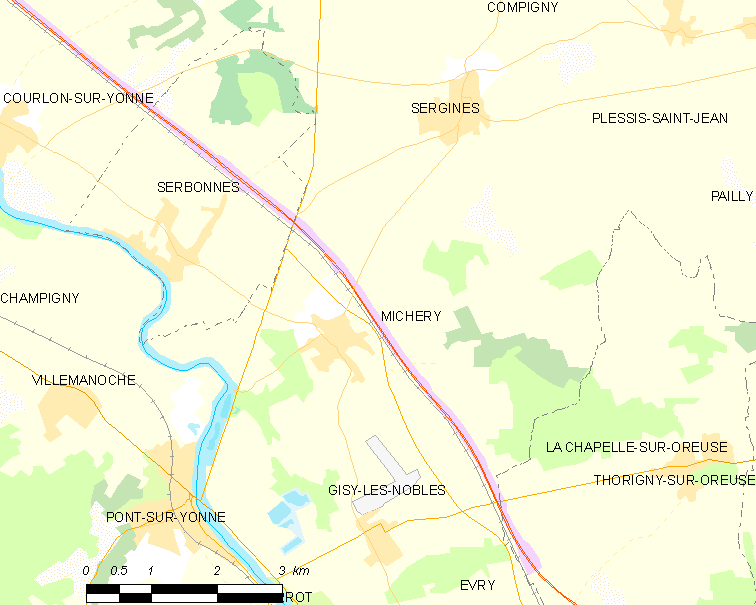
米什里的OSM定位图

## 行政
米什里的邮政编码为89140，INSEE市镇编码为89255。

## 政治
米什里所属的省级选区为奥勒斯河畔托里尼县。

## 人口

1962-2008年间米什里人口变化图示

米什里于2022年1月1日时的人口数量为1080人。